# Edwin Escobar
Edwin José Escobar (né le 22 avril 1992[Où ?]) est un lanceur gaucher vénézuélien des Ligues majeures de baseball jouant avec les Red Sox de Boston.

## Carrière
Edwin Escobar signe son premier contrat professionnel avec les Rangers du Texas le 2 juillet 2008 et se rapporte en 2009 à un club-école de la franchise dans les ligues mineures. Le 1er avril 2010, dans un échange de joueurs de ligues mineures, les Rangers cèdent Escobar aux Giants de San Francisco contre Ben Snyder, un autre lanceur gaucher. Escobar fait son chemin dans le réseau de clubs mineurs affiliés aux Giants et, au début 2014, après un hiver passé à jouer pour les Cardenales de Lara de la Ligue vénézuélienne, il apparaît pour la première fois dans le top 100 annuel des jeunes joueurs les plus prometteurs dressé par Baseball America, où il prend le 56e rang. MLB.com le classe au 77e rang d'un palmarès similaire et le qualifie de 2e prospect le plus intéressant de l'organisation des Giants.
Le 26 juillet 2014, San Francisco échange Escobar et le releveur droitier Heath Hembree aux Red Sox de Boston contre le lanceur partant droitier Jake Peavy.
Après 5 matchs comme lanceur partant chez les Red Sox de Pawtucket dans les ligues mineures, Escobar fait ses débuts dans le baseball majeur comme lanceur de relève des Red Sox de Boston le 27 août 2014 contre les Blue Jays de Toronto.